# 郑仕标
郑仕标，教授，主要从事量子光学与量子信息等方面的研究工作。入选中华人民共和国教育部第八批"长江学者"特聘教授、“百千万人才工程”国家级人选，享受中国国务院政府特殊津贴。